# Demografía de las Islas Salomón
Este artículo trata sobre la demografía de las Islas Salomón, un país insular de Oceanía. La sociedad isleña está compuesta por diversos grupos étnicos, culturales, religiosos y lingüísticos. De su población, superior al medio millón de personas, un 94,5% son melanesios, un 3% polinesios y un 1,2% micronesios, existiendo pequeñas comunidades chinas y europeas. Existen en torno a ciento veinte lenguas vernáculas. El inglés es la lengua oficial, pero solo lo habla entre el 1 y el 2% de la población. La lengua franca es el pijin.

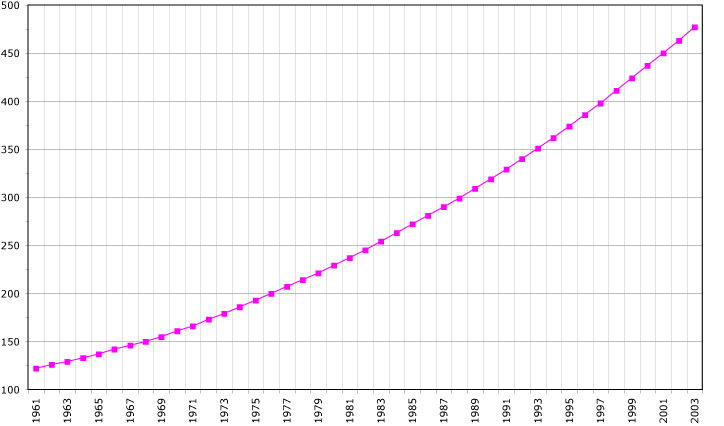
Crecimiento poblacional nacional. Datos de la FAO de 2005, en miles de personas.

La densidad poblacional es baja. La mayoría de la gente se agrupa en pequeños poblados costeros ampliamente dispersos. El 60% de la población vive en localidades de menos de 200 personas, y únicamente un 10% en áreas urbanas. La capital, Honiara, con una población cercana a los 30.000 habitantes, es el mayor núcleo del país. Tras Honiara destacan Gizo, Auki y Kirakira.
Entre los grupos religiosos destacan diferentes variantes del cristianismo. Sólo el 5% de los isleños mantienen creencias autóctonas.
De los rangos de edad, el que contiene a un mayor número de personas comprende las edades entre los 15 y los 64 años (53% en 2000), seguido por los menores de 14 (44%) y los mayores de 65 (3%). En los dos primeros grupos se contabilizan más varones que mujeres, siendo al contrario por encima de los 65 años. El crecimiento poblacional estimado para 2006 era del 2,61%.